# Список вулиць Львова (П)
Список усіх вулиць Львова, що починаються на літеру П.
У списку вулиці подані за алфавітом. Назви вулиць на честь людей відсортовані за прізвищем і подаються у форматі Прізвище Ім'я і/або Посада. Якщо вулиця названа за цілісним псевдонімом або прізвиськом, то сортування відбувається за першої літерою псевдоніма або імені, тобто Лесі Українки — на літеру Л, Марка Вовчка, Марка Черемшини — на М, Олени Пчілки — на О, Панаса Мирного — на П, Янки Купали — на Я тощо.
Курсивом позначені зниклі вулиці.
Колір тла у спискові залежить від типу урбаноніма.
| Назва                           | Тип    | Колишні назви | Район                        | Місцевість         | Рік затв. | Джерела          |
| ------------------------------- | ------ | --- | ---------------------------- | ------------------ | --------- | ---------------- |
| Павлика Михайла                 | вулиця | Лукасєвіча, Ляма, Очаківська | Личаківський                 | Погулянка          | 1946      | ПСВЛ, ІВЛ, ВП, Л |
| Павлокомська                    | вулиця | Мініна (Рясне); Кирпоноса | Шевченківський               | Рясне              | 1993      | ПСВЛ, ВП, Л      |
| Падури Тимка                    | вулиця | Милятинська бічна | Личаківський                 | Знесіння           | 1993      | ПСВЛ, ІВЛ, ВП, Л |
| Палія Семена                    | вулиця | Кампіана, Грибоєдова | Личаківський                 | Погулянка          | 1950      | ПСВЛ, ІВЛ, ВП, Л |
| Панаса Мирного                  | вулиця | Власна Стшеха, Айґенґаймґассе, Власна Стріха | Сихівський                   | Новий Львів        | 1946      | ПСВЛ, ІВЛ, ВП, Л |
| Панча Петра                     | вулиця | | Шевченківський               | Голоско            | 1983      | ПСВЛ, ІВЛ, ВП, Л |
| Панчишина Мар'яна               | вулиця | Філіпувка, Стечковскєґо, Льойферґассе, Стечковського, Байкальська | Личаківський                 | Погулянка          | 1993      | ПСВЛ, ІВЛ, ВП, Л |
| Паньківського Степана           | вулиця | Галлера (Замарстинів); Галлерчикув, Вітольд Небенґассе, Галерчиків, Будьонівців, Будьонівців бічна | Шевченківський               | Замарстинів        | 1991      | ПСВЛ, ІВЛ, ВП, Л |
| Папарівка                       | вулиця | Замкова бочна, Ґжеґоржа з Санока, Семафорна | Шевченківський               | Підзамче           | 1993      | ПСВЛ, ВП, Л      |
| Папоротна                       | вулиця | Папаротева | Залізничний                  | Левандівка         | 1993      | ПСВЛ, ВП, Л      |
| Параджанова Сергія              | вулиця | Пальмова | Залізничний                  | Левандівка         | 1993      | ПСВЛ, ІВЛ, ВП, Л |
| Паращука Михайла                | вулиця | Сулковскєґо, Пауль Лінкенґассе, Сулковського, Качинська, Пестеля | Франківський                 | Новий Світ         | 1993      | ПСВЛ, ІВЛ, ВП, Л |
| Паркова                         | вулиця | Пуласкєґо, Дарвіна, Штриєрпаркґассе, Пуласького, Конєва | Галицький                    | Снопків            | 1992      | ПСВЛ, ВП, Л      |
| Парова                          | вулиця | Більчевського бічна | Шевченківський               | Рясне              | 1958      | ПСВЛ, ВП, Л      |
| Паровозна                       | вулиця | Паровозова, Дампфваґенґассе | Залізничний                  | Сигнівка           | 1944      | ПСВЛ, ВП, Л      |
| Парфановичів                    | вулиця | Сьвентей Родзіни, Мйончинскєґо, Витовскийґассе, Мйончинського, Уральська | Личаківський                 | Личаків            | 1993      | ПСВЛ, ВП, Л      |
| Пасіки Галицькі                 | вулиця | | Личаківський                 | Пасіки             | 1979      | ПСВЛ, ВП, Л      |
| Пасічна                         | вулиця | Пасєчна дроґа, Пасєчна, Пйонтакув, Острінґ, Пйонтаків, проспект Ленінського комсомолу | Личаківський, Сихівський     | Пасіки             | 1990      | ПСВЛ, ВП, Л      |
| Пастернака Ярослава             | вулиця | Рашиньска, Маннліхерґассе, Рашинська, Лєскова | Франківський                 | Новий світ         | 1992      | ПСВЛ, ІВЛ, ВП, Л |
| Патона Євгена                   | вулиця | ділянка між заводом ЛОРТА та вул. Ряшівською: Доязд на льотніско, Парку Льотнічеґо, Флюґгафенґассе, Льотного парку, Степова; ділянка між вул. Ряшівською та вул. Виговського: Ґлувна, Головна, Червонокозача (част.) | Залізничний                  | Сигнівка           | 1979      | ПСВЛ, ІВЛ, ВП, Л |
| Пачовського Василя              | вулиця | Урбаньскєґо, Урбанського | Шевченківський               |                    | 1993      | ІВЛ, ВП, Л       |
| Пекарська                       | вулиця | Тембжицка (Темричовска), Пєкарска, Беккерґассе | Личаківський                 | Личаків            | 1944      | ПСВЛ, ВП, Л      |
| Перекопська                     | вулиця | Крутка (Замарстинів); Прокопа | Шевченківський               | Замарстинів        | 1950      | ПСВЛ, ВП, Л      |
| Перелітна                       | вулиця | | Сихівський                   | Пирогівка          | 1962      | ПСВЛ, ВП, Л      |
| Перемиська                      | вулиця | Болєслава Хробреґо, Зудетенґассе, Болеслава Хороброго, Толбухіна | Франківський                 | Новий Світ         | 1992      | ПСВЛ, ВП, Л      |
| Переможна                       | вулиця | Зелена (Кривчиці) | Личаківський                 | Великі Кривчиці    | 1962      | ПСВЛ, ВП, Л      |
| Перехід                         | вулиця | Вонска (Знесіння); Пшехуд | Личаківський                 | Знесіння           | 1946      | ПСВЛ, ВП, Л      |
| Переяславська                   | вулиця | Алєксандровіча, Александровича | Личаківський                 | Погулянка          | 1946      | ПСВЛ, ВП, Л      |
| Персенківка                     | вулиця | Персенкувка, Персінґґассе, Іподромна | Сихівський                   | Персенківка        | 1993      | ПСВЛ, ВП, Л      |
| Перфецького Леоніда             | вулиця | Артема бічна | Франківський                 | Кульпарків         | 1993      | ПСВЛ, ІВЛ, ВП, Л |
| Петлюри Симона                  | вулиця | Любінська бічна, Маршала Рибалка | Залізничний                  | Скнилівок          | 1992      | ПСВЛ, ІВЛ, ВП, Л |
| Петрицького Анатолія            | вулиця | За Тором | Шевченківський               | Голоско            | 1993      | ПСВЛ, ІВЛ, ВП, Л |
| Петровського Григорія           | вулиця | | Шевченківський               | Голоско            |           | ПСВЛ, ВП, Л      |
| Петрусенко Оксани               | вулиця | Рувна (Знесіння); Петрикевича | Личаківський                 | Знесіння           | 1950      | ПСВЛ, ІВЛ, ВП, Л |
| Петрушевича Євгена              | площа  | пляц Дрешера-Орліча, Берінґпляц, Островського, Галана | Личаківський                 | Штіллерівка        | 1992      | ПСВЛ, ІВЛ, ВП, Л |
| Пикулицька                      | вулиця | Будівельна (Рясне); Мигаля | Шевченківський               | Рясне              | 1993      | ПСВЛ, ВП, Л      |
| Пильникарська                   | вулиця | Міколайска, Пілнікарска | Галицький                    | Центр              | 1944      | ПСВЛ, ВП, Л      |
| Пимоненка Миколи                | вулиця | Донбасівська | Сихівський                   | Пасіки             | 1993      | ПСВЛ, ІВЛ, ВП, Л |
| Пинська                         | вулиця | Милятинська бічна, Пінська | Личаківський                 | Знесіння           | 1993      | ПСВЛ, ВП, Л      |
| Пирогівка                       | вулиця | | Сихівський                   | Пирогівка          |           | ПСВЛ, ВП, Л      |
| Півколо                         | вулиця | Пулколє | Личаківський                 | Пасіки             | 1945      | ПСВЛ, ВП, Л      |
| Північна                        | вулиця | | Залізничний                  | Білогорща          |           | ПСВЛ, ВП, Л      |
| Під Голоском                    | вулиця | | Шевченківський               | Голоско            | 1955      | ПСВЛ, ВП, Л      |
| Під Дубом                       | вулиця | Клєпаровска бочна, Под Дембем, Айхенґассе, Космонавтів | Галицький                    | Клепарів, Підзамче | 1990      | ПСВЛ, ВП, Л      |
| Підвальна                       | вулиця | На Валє, Збройовні вижша і ніжша, пляц Збройовні, Валова вижша (Вали Вижше), Подвалє, Ам Ґрабен | Галицький, Личаківський      | Центр              | 1944      | ПСВЛ, ВП, Л      |
| Підгаєцька                      | вулиця | 3 Мая (Сигнівка); Подгаєцка | Залізничний                  | Сигнівка           | 1944      | ПСВЛ, ВП, Л      |
| Підгірна                        | вулиця | Подґурна, Унтер Берґ | Шевченківський               | Підзамче           | 1944      | ПСВЛ, ВП, Л      |
| Піддубного Івана                | вулиця | Зайончковскєґо, Целлерґассе, Зайончковського, Куликівська бічна | Франківський                 | Вулька             | 1993      | ПСВЛ, ІВЛ, ВП, Л |
| Підзамче                        | вулиця | Жулкєвска бочна направо ІІ (Замкова бочна ІІ), Подзамче | Шевченківський               | Підзамче           | 1944      | ПСВЛ, ВП, Л      |
| Підкови Івана                   | площа  | уліца Сьвентего Духа; Сьвентего Духа, Рітерпляц, Святого Духа, Мічуріна, Духа | Галицький                    | Центр              | 1946      | ПСВЛ, ІВЛ, ВП, Л |
| Підлісна                        | вулиця | Рея (Левандівка); Подлєсьня | Залізничний                  | Левандівка         | 1944      | ПСВЛ, ВП, Л      |
| Підміська                       | вулиця | Подмєйска, Форштадтґассе | Залізничний                  | Сигнівка           | 1944      | ПСВЛ, ВП, Л      |
| Підмурна                        | вулиця | Сьвентего Теодора, Смоча, Штерншуса, Драхенґассе | Галицький                    | Центр              | 1950      | ПСВЛ, ВП, Л      |
| Підрічна                        | вулиця | Львовска бочна, Львівська бічна | Шевченківський               | Циганівка          | 1946      | ПСВЛ, ВП, Л      |
| Підстригача Ярослава, академіка | вулиця | Фізична | Франківський                 | Боднарівка         | 1993      | ПСВЛ, ІВЛ, ВП, Л |
| Пілотів                         | вулиця | Замойскєґо (Левандівка); Пільотув, Пільотенґассе | Залізничний                  | Левандівка         | 1944      | ПСВЛ, ВП, Л      |
| Піскова                         | вулиця | Льоншанувка, Пяскова, Зандберґґассе | Личаківський                 | Личаків            | 1944      | ПСВЛ, ВП, Л      |
| Піша                            | вулиця | Под Шкарпамі, Сьлєпа, Пєша, Цорнберґґассе | Шевченківський               | Центр              | 1944      | ПСВЛ, ВП, Л      |
| Планерна                        | вулиця | Шевченкі бочна (Левандівка); Бочна, Шибовцова | Залізничний                  | Левандівка         | 1950      | ПСВЛ, ВП, Л      |
| Пластова                        | вулиця | Силікатна | Личаківський                 | Знесіння           | 1993      | ПСВЛ, ВП, Л      |
| Плетенецького Єлисія            | вулиця | Ґощиньскєґо (Клепарів); Кюрі-Склодовскєй (Клепарів); Вінярскєґо (Клепарів); Пулноцна, Будзіньскіх, Будзінських, Північна бічна, Північна                                                                             | Шевченківський               | Клепарів           | 1993      | ПСВЛ, ІВЛ, ВП, Л |
| Плугова                         | вулиця | Лесі Українки (Збоїща); Імені міста Печ (част.) | Шевченківський               | Збоїща             | 1993      | ПСВЛ, ВП, Л      |
| Плужника Євгена                 | вулиця | Варшавська бічна | Шевченківський               | Голоско            | 1993      | ПСВЛ, ІВЛ, ВП, Л |
| Плющева                         | вулиця | Ламана, Блющова, Ефойґассе | Шевченківський               | Замарстинів        | 1946      | ПСВЛ, ВП, Л      |
| Повітряна                       | вулиця | 3 Мая (Левандівка); Льотніча, Кюльгаусґассе, Льотнича, Новоповітряна | Залізничний                  | Левандівка         | 1944      | ПСВЛ, ВП, Л      |
| Поворотна                       | вулиця | Кшива (Знесіння); Закрент | Личаківський                 | Знесіння           | 1950      | ПСВЛ, ВП, Л      |
| Повстанська                     | вулиця | Остроленцка, Захсенвеґ, Остроленцька, Курська | Франківський                 | Новий Світ         | 1993      | ПСВЛ, ВП, Л      |
| Погідна                         | вулиця | Сєнкєвіча (Знесіння); Весола (Знесіння); Поґодна | Личаківський                 | Знесіння           | 1944      | ПСВЛ, ВП, Л      |
| Погулянка                       | вулиця | | Личаківський                 | Погулянка          | 1810      | ПСВЛ, ВП, Л      |
| Подолинського Сергія            | вулиця | Медична | Личаківський                 | Лисиничі           | 1993      | ПСВЛ, ІВЛ, ВП, Л |
| Поетична                        | вулиця | Франка (Кривчиці) | Личаківський                 | Лисиничі           | 1962      | ПСВЛ, ВП, Л      |
| Пожежників                      | вулиця | Стражацка, Стражацька | Шевченківський               | Голоско            | 1950      | ПСВЛ, ВП, Л      |
| Покутська                       | вулиця | Кайзера, Зоммерштинув, Зоммерштайн Небенґассе, Зоммерштинів | Шевченківський               | Замарстинів        | 1946      | ПСВЛ, ВП, Л      |
| Поліська                        | вулиця | | Личаківський                 | Збоїща             | 1986      | ПСВЛ, ВП, Л      |
| Політехнічна                    | вулиця | Сьнядецкіх, Цітенґассе, Снядецьких | Франківський                 | Новий Світ         | 1950      | ПСВЛ, ВП, Л      |
| Поліщука Валер'яна              | вулиця | Кентшиньскєґо (част.), Кірова (част.), Кентшинського (част.), Федьковича (част.), Корнійчука | Франківський                 | Новий Світ         | 1991      | ПСВЛ, ІВЛ, ВП, Л |
| Половинна                       | вулиця | | Шевченківський               | Підзамче           | 1950      | ПСВЛ, ВП, Л      |
| Полтави Петра                   | вулиця | Замкнєнта (Сигнівка); Варецка, Варецька, Стрілочна | Залізничний                  | Сигнівка           | 1993      | ПСВЛ, ІВЛ, ВП, Л |
| Полтв'яна                       | вулиця | | Шевченківський               | Збоїща             | 1946      | ПСВЛ, ВП, Л      |
| Полуботка Павла, гетьмана       | вулиця | Полубоярова | Сихівський                   | Сихів              | 1991      | ПСВЛ, ІВЛ, ВП, Л |
| Полуднева                       | вулиця | | Личаківський                 | Лисиничі           | 1962      | ПСВЛ, ВП, Л      |
| Полунична                       | вулиця | Крива (Збоїща) | Шевченківський               | Збоїща             | 1958      | ПСВЛ, ВП, Л      |
| Польна                          | вулиця | | Шевченківський               | Замарстинів        | 1931      | ПСВЛ, ВП, Л      |
| Польова                         | вулиця | Оґродова (Знесіння) | Личаківський                 | Знесіння           | 1931      | ПСВЛ, ВП, Л      |
| Помірки                         | вулиця | Ґранічна (Знесіння); Хмєльовскєґо (Знесіння); Поміркі | Личаківський                 | Знесіння           | 1991      | ПСВЛ, ВП, Л      |
| Поморянська                     | вулиця | Нова (Гори); Дріжджова бічна | Личаківський                 | Гори               | 1944      | ПСВЛ, ВП, Л      |
| Поперечна                       | вулиця | | Франківський                 | Богданівка         |           | ВП, Л            |
| Поповича Омеляна                | вулиця | Ґарнцарска ніжша, Оґродова, Лєвєля, Ерікаштрассе, Левеля, Верещагіна | Галицький                    | Центр              | 1993      | ПСВЛ, ІВЛ, ВП, Л |
| Порічкова                       | вулиця | | Шевченківський               | Рясне              | 1958      | ПСВЛ, ВП, Л      |
| Порохова                        | вулиця | Проховні, Пульвервеґ | Франківський                 | Богданівка         | 1946      | ПСВЛ, ВП, Л      |
| Потебні Олександра              | вулиця | | Залізничний                  | Левандівка         | 1956      | ПСВЛ, ІВЛ, ВП, Л |
| Потелицька                      | вулиця | Ясна (Знесіння); Козя, Молочна бічна | Личаківський                 | Знесіння           | 1993      | ПСВЛ, ВП, Л      |
| Похила                          | вулиця | Гойбенгассе | Франківський                 | Вулька             | 1944      | ПСВЛ, ВП, Л      |
| Почаївська                      | вулиця | Сьветнего Якуба, Якубусґассе, Святого Якуба, Склозаводська | Личаківський                 | Знесіння           | 1993      | ПСВЛ, ВП, Л      |
| Поштова                         | вулиця | Почтова, Голоскерпоштґассе | Шевченківський               | Голоско            | 1944      | ПСВЛ, ВП, Л      |
| Прилбицька                      | вулиця | Хмельницького (Рясне); Симоненка (Рясне) | Шевченківський               | Рясне              | 1991      | ПСВЛ, ВП, Л      |
| Природна                        | вулиця | Бартосувни, Байєрнвеґ, Бартосівни | Франківський                 | Вулька, Новий Світ | 1945      | ПСВЛ, ВП, Л      |
| Прихильна                       | вулиця | Семпіка | Шевченківський               | Рясне              | 1958      | ПСВЛ, ВП, Л      |
| Приязна                         | вулиця | Весела (Кривчиці) | Личаківський                 | Великі Кривчиці    | 1962      | ПСВЛ, ВП, Л      |
| Прогулкова                      | вулиця | Вицєчкова, Костомарівґассе | Личаківський                 | Великі Кривчиці    | 1945      | ПСВЛ, ВП, Л      |
| Прокоповича Івана               | вулиця | Ручейна | Шевченківський               | Рясне              | 1993      | ПСВЛ, ІВЛ, ВП, Л |
| Промислова                      | вулиця | Новей Жезьні, Нової Різні, Новопромислова | Личаківський, Шевченківський | Підзамче           | 1950      | ПСВЛ, ВП, Л      |
| Пропелерна                      | вулиця | Словацкєґо (Левандівка); Сьміґова | Залізничний                  | Левандівка         | 1946      | ПСВЛ, ВП, Л      |
| Просвіти                        | вулиця | Кармеліцка дроґа, Дроґа до Францішканьскєґо косцьола, Почтова, Кармеліцка, Румунерштрассе, Кармелітська, Дарвіна | Личаківський                 | Центр              | 1993      | ПСВЛ, ВП, Л      |
| Проста                          | вулиця | Ґераденґассе | Франківський                 | Богданівка         | 1944      | ПСВЛ, ВП, Л      |
| Простора                        | вулиця | Зелена бічна | Сихівський                   | Пирогівка          | 1962      | ПСВЛ, ВП, Л      |
| Професорська                    | вулиця | Марії Маґдалени (част.), Нікоровича, Бібліотекштрассе, Ніконоровича | Галицький                    | Новий Світ         | 1946      | ПСВЛ, ВП, Л      |
| Пстрака Ярослава                | вулиця | Кіх | Шевченківський               | Клепарів           | 1992      | ПСВЛ, ІВЛ, ВП, Л |
| Пташина                         | вулиця | Птася, Птична | Франківський                 | Богданівка         | 1993      | ПСВЛ, ВП, Л      |
| Пулюя Івана                     | вулиця | Орджонікідзе | Франківський                 | Кульпарків         | 1991      | ПСВЛ, ІВЛ, ВП, Л |
| Пустомитівська                  | вулиця | Слєвопрон-Каменськєґо, Устіяновичґассе, Камінського (Камєнського), Котика В., Котика Б. | Залізничний                  | Сигнівка           | 1997      | ПСВЛ, ВП, Л      |
| Пшенична                        | вулиця | Пшенічна, Вайцельґассе | Залізничний                  | Сигнівка           | 1944      | ПСВЛ, ВП, Л      |
| П'ясецького Андрія              | вулиця | Рульова | Залізничний                  | Білогорща          | 1993      | ПСВЛ, ІВЛ, ВП, Л |